# Seabramyia tijucana
Seabramyia tijucana là một loài ruồi trong họ Asilidae. Seabramyia tijucana được Carrera miêu tả năm 1958.